# Victor Rigal
Pour les articles homonymes, voir Rigal.

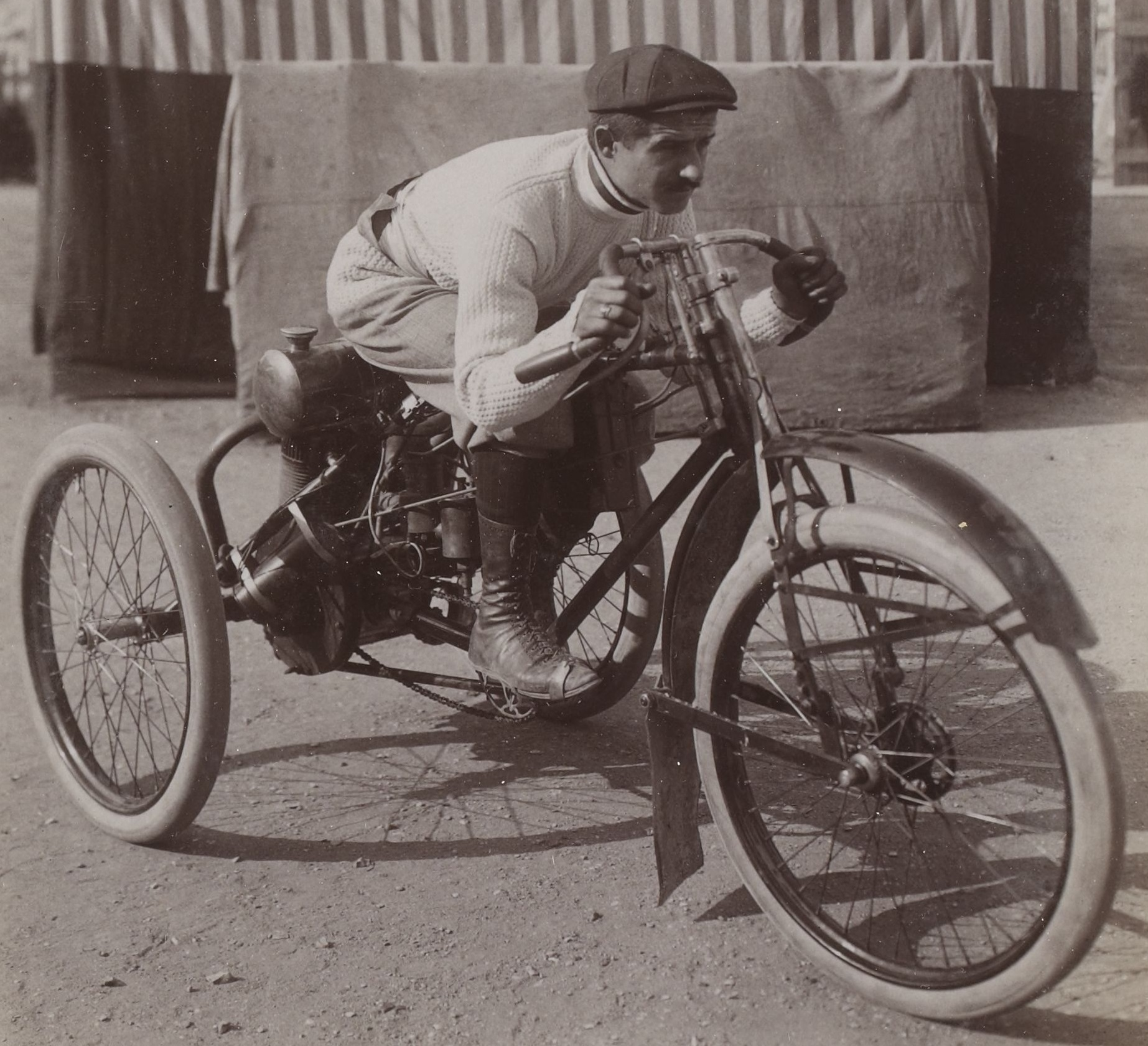
Victor Rigal vainqueur du Prix Levassor le 30 juin 1901, sur 20 kilomètres.

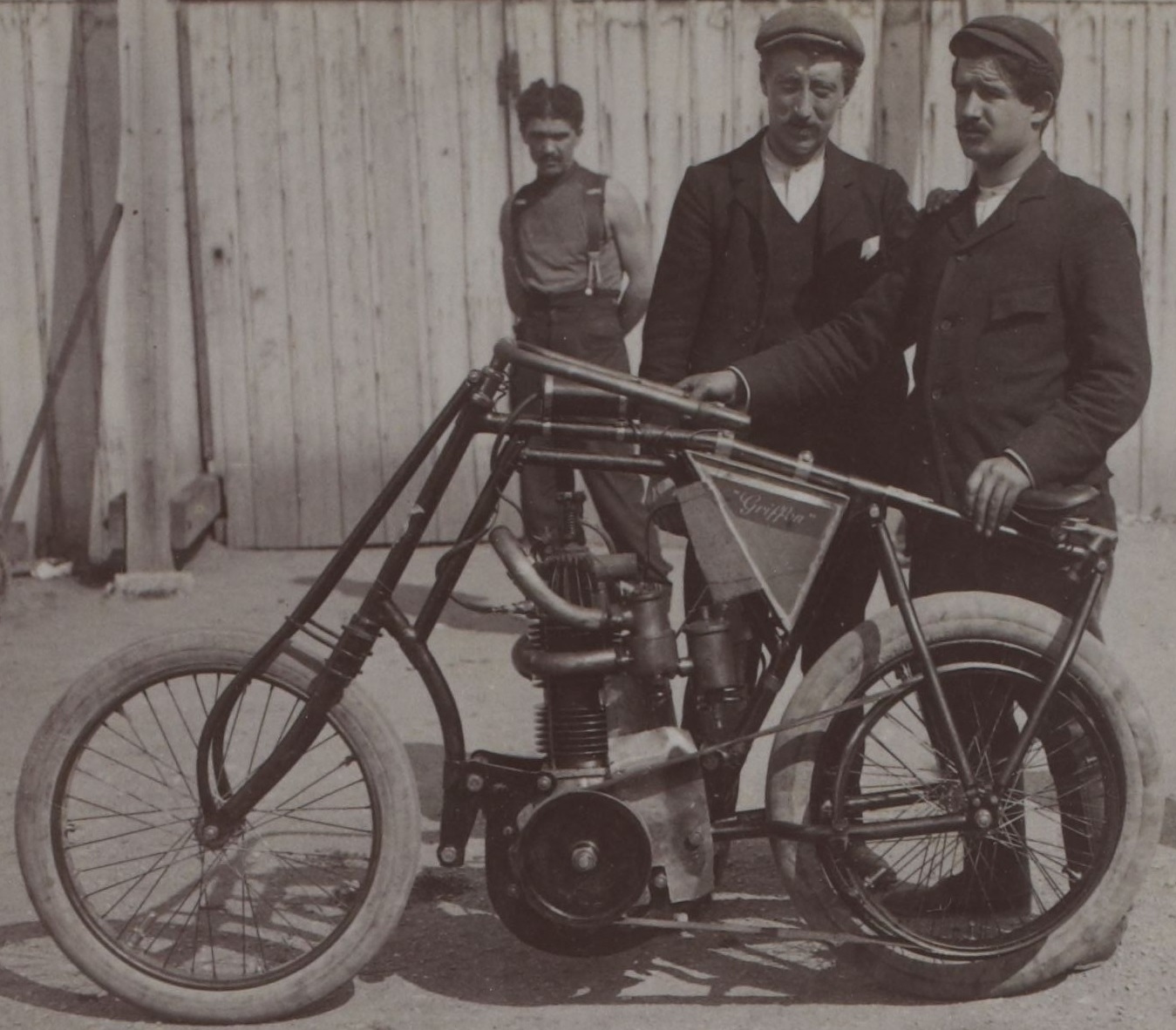
V. Rigal en 1903, sur motocyclette Griffon.

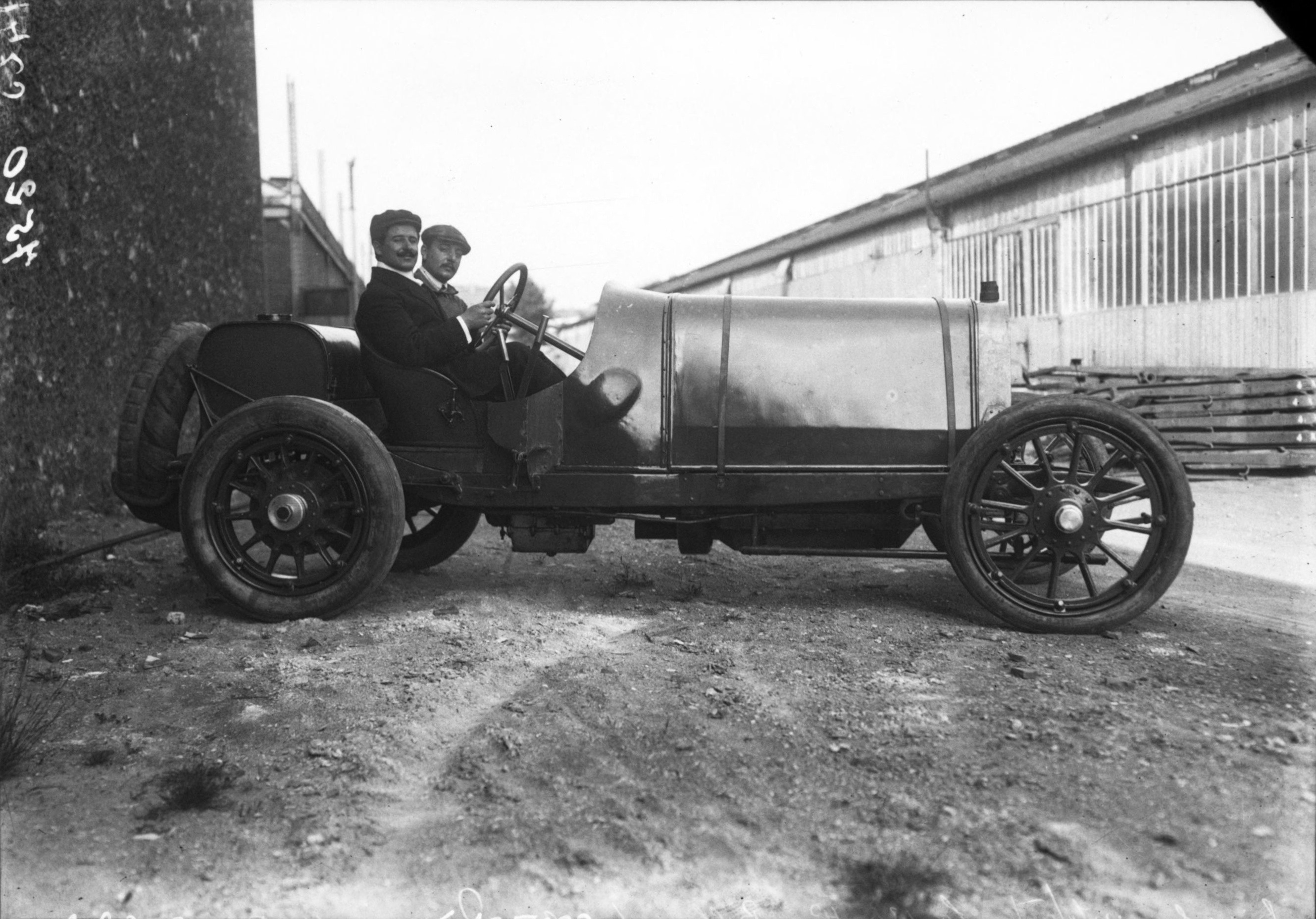
V. Rigal au GP de France 1908 à Dieppe, sur Clément-Bayard.

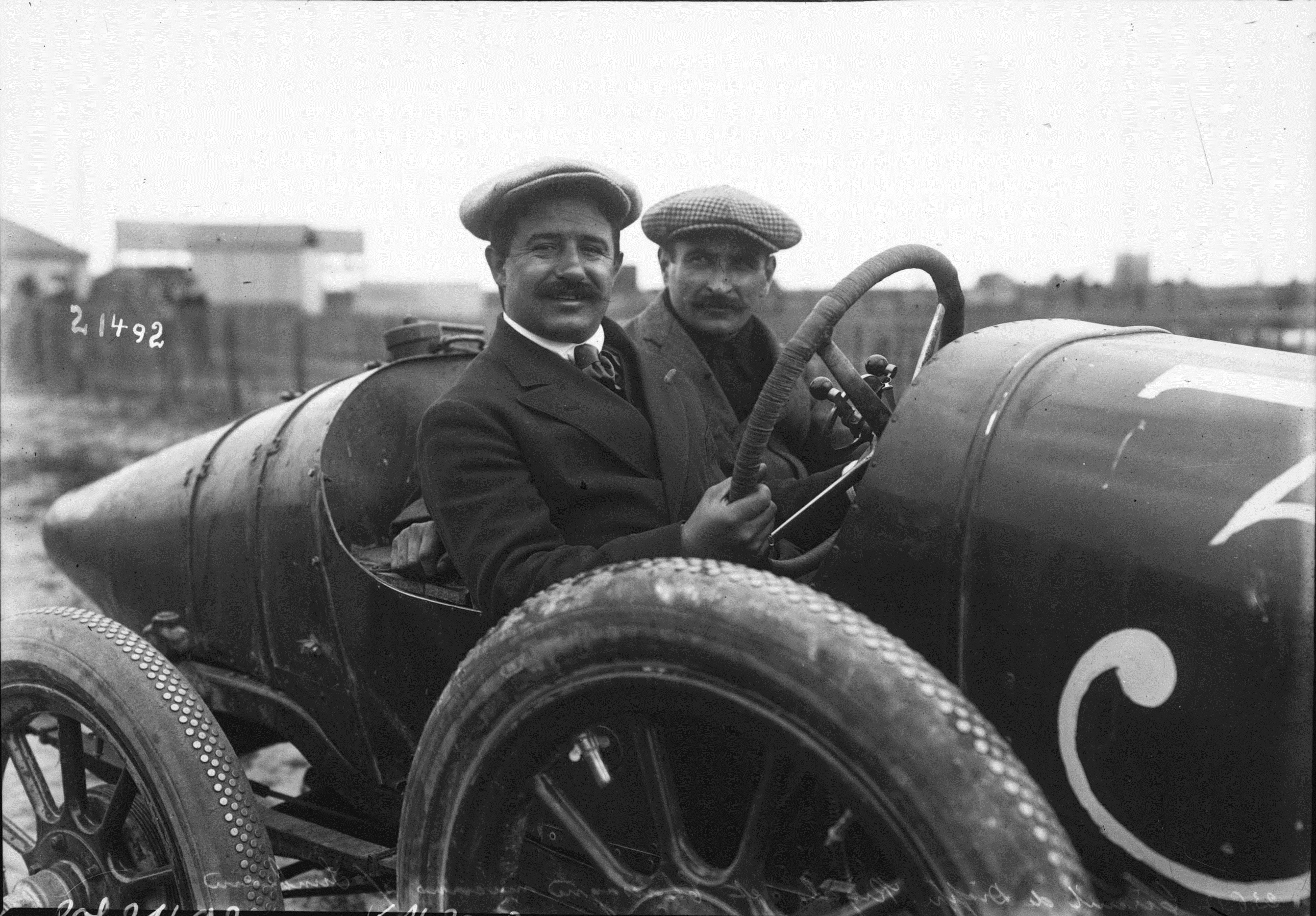
V. Rigal sur Sunbeam au GP de France 1912 à Dieppe.

Victor Rigal (22 septembre 1879 à Paris 12e arrondissement – juin 1941, à 61 ans) est un pilote automobile français, adepte des tricycles et du motocyclisme à ses débuts.

## Biographie
Il commence sa carrière en sport automobile au Critérium des Entraîneurs en 1898 sur tricycle De Dion-Bouton. Il gagne le prix Levassor pour Motocycles lors du Grand Prix cycliste de la République en 1901, et il obtient le record du kilomètre lancé la même année en 33 secondes à près de 110 km/h à Achères, grâce à un moteur bi-cylindre Buchet. En 1902, il gagne le kilomètre lancé de Deauville catégorie motocycles à près de 125 km/h, toujours avec le moteur Buchet de 32CV 4.3L, ce dernier lui permettant encore en novembre d'atteindre plus de 124 km/h en région parisienne sur un autre kilomètre lancé accompli en 29 secondes. Il participe ensuite à la Course automobile Paris-Madrid en 1903, sur Mors Z. En 1906, il termine quatrième de la Targa Florio sur Itala 35/40HP, devenant aussi l'un des pilotes officiels Werner sur tri-cars, puis il revient participer à l'épreuve italienne l'année suivante sur Berliet. En 1907, il est engagé par Darracq.
En 1908, il remporte le même jour à Boulogne-sur-Mer les courses de côte de Pont de Bainethun et de Porte Gayole, sur Clément-Bayard. 
Il termine 3e du Grand Prix automobile de France 1912 à Dieppe sur Sunbeam -en gagnant du même coupe la Coupe de L'Auto de la catégorie 3 Litre-, 4e en 1908 sur Clément-Bayard, 5e en 1907 sur Darracq, et 7e en 1914 sur Peugeot EX5.
Il participe aussi au Grand Prix des États-Unis en 1908 (7e sur Clément-Bayard), et obtient des places d'estime lors de la Coupe des Voiturettes où il est souvent inscrit (5e en 1907 à Rambouillet sur Werner-de Dion et en 1913 à Boulogne sur Peugeot). 
En 1922, il gagne encore la côte de Poix (près d'Amiens en Picardie) sur Panhard 20 hp, puis celle de Saint-Martin (Boulogne-sur-Mer) l'année suivante avec la même voiture, alors que durant le même temps Louis Rigal entame son propre parcours en sports mécaniques.
En 1924, Victor Rigal est le Commissaire général du Rallye des capitales de Deauville, organisé par l'ACO.
Dans le domaine de l'aviation, Victor Rigal est le possesseur d'un aéroplane biplan Voisin-Antoinette à la fin des années 1900, qu'il étrenne au meeting de Cannes. Il vole ensuite sur des biplans Sommer-Gnome en 1910 qui lui appartiennent également, mais avec lesquels il lui arrive parfois de s'écraser...

## Lien externe

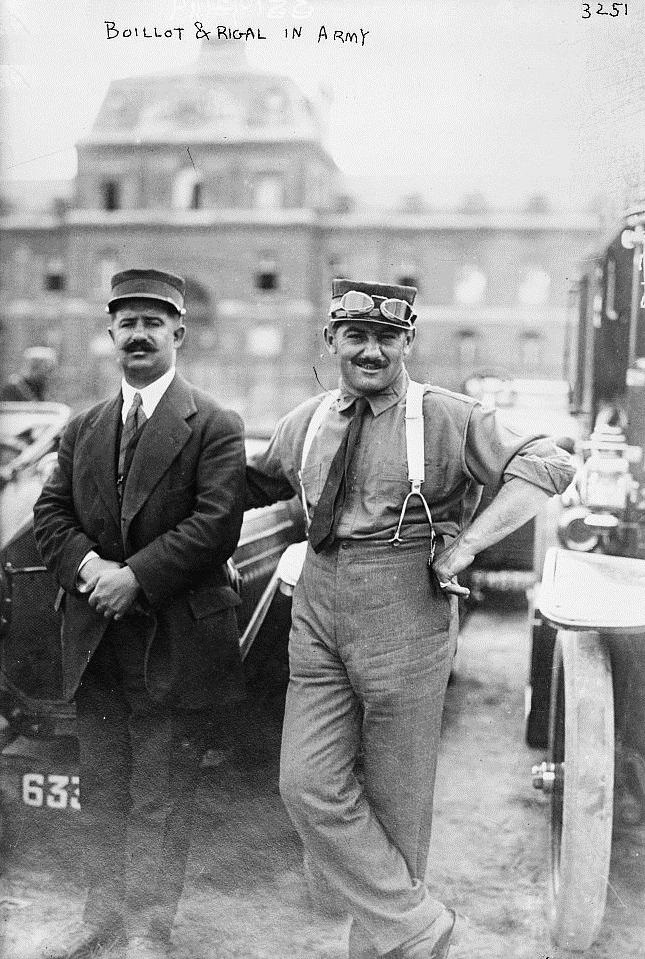
V. Rigal à droite de Georges Boillot, durant leur engagement militaire en 1914.